# 산나 발코넨
산나 마르기트 발코넨(핀란드어: Sanna Margit Valkonen, 1977년 12월 12일 ~ )은 핀란드의 은퇴한 여자 축구 선수로, 포지션은 수비수였다.

## 클럽 경력
산나 발코넨은 자신의 고향인 휘빙캐를 연고로 하는 여자 축구 클럽인 휘빙캐 PS 산하 청소년 클럽에서 선수 생활을 시작했다. 1994년에 헬싱키를 연고로 하는 여자 축구 클럽인 FC 콘투에 입단하면서 데뷔했으며 같은 해에 팀의 나이스텐 리가 우승을 이끌었다. 1995년부터 1996년까지 헬싱키를 연고로 하는 여자 축구 클럽인 푸이스톨란 우르헤일리야트(PuiU) 소속으로 활약했고 1996년에는 팀의 핀란드 여자컵 우승을 이끌었다. 1997년에 헬싱키를 연고로 하는 여자 축구 클럽인 말민 팔로세우라(MPS) 소속으로 활동하면서 같은 해에 팀의 핀란드 여자컵 우승을 이끌었다.
산나 발코넨은 1998년부터 2002년까지 HJK 헬싱키 소속으로 활약하면서 팀의 나이스텐 리가 4회 우승, 핀란드 여자컵 4회 우승을 이끌었으며 2001년, 2002년에는 핀란드 축구 협회로부터 핀란드 올해의 여자 축구 선수로 선정되는 영예를 안았다. 2002년에는 미국 USL W리그에 소속되어 있던 여자 축구 클럽인 보스턴 레니게이즈로 이적하면서 짧은 기간 동안에 걸쳐 활동했다.
산나 발코넨은 2002년부터 2005년까지 스웨덴의 여자 축구 클럽인 우메오 IK 소속으로 활약하면서 팀의 다말스벤스칸 2회 우승, 여자 스벤스카 쿠펜 2회 우승, UEFA 여자컵(현재의 UEFA 여자 챔피언스리그) 2회 우승에 기여했으며 2006년부터 2007년까지 AIK 포트볼 다메르 소속으로 활약했다. 2008년부터 2010년까지 KIF 외레브로 소속으로 활약했고 2010년에는 팀의 여자 스벤스카 쿠펜 우승에 기여했다.

## 국가대표 경력
산나 발코넨은 1995년 8월 30일에 열린 스웨덴과의 친선 경기에 처음 출전하면서 핀란드 여자 축구 국가대표팀 선수로 데뷔했다. 잉글랜드에서 개최된 UEFA 여자 유로 2005에서는 핀란드의 준결승전 진출에 기여했으며 핀란드에서 개최된 UEFA 여자 유로 2009에서는 핀란드의 8강전 진출에 기여했다.
산나 발코넨은 1995년부터 2010년까지 핀란드 여자 축구 국가대표팀 선수로 활동하면서 120경기에 출전하여 7골을 기록했는데 이는 핀란드 여자 축구 국가대표팀에서 122경기에 출전한 라우라 외스테르베리 칼마리에 이어 2번째로 많은 출전 기록이다.

## 수상

### 클럽
FC 콘투
- 나이스텐 리가 1회 우승 (1994)

푸이스톨란 우르헤일리야트
- 핀란드 여자컵 1회 우승 (1996)

말민 팔로세우라
- 핀란드 여자컵 1회 우승 (1997)

HJK 헬싱키
- 나이스텐 리가 4회 우승 (1998, 1999, 2000, 2001)
- 핀란드 여자컵 4회 우승 (1998, 1999, 2000, 2002)

우메오 IK
- 다말스벤스칸 2회 우승 (2002, 2005)
- 여자 스벤스카 쿠펜 2회 우승 (2002, 2003)

KIF 외레브로
- 여자 스벤스카 쿠펜 1회 우승 (2010)

### 개인
- 2001년 핀란드 올해의 여자 축구 선수 선정
- 2002년 핀란드 올해의 여자 축구 선수 선정